# 瑞存
瑞存（1812年—？），字輯五，号誠斋，伊尔根觉罗氏，密云驻防满洲镶黄旗人。道光乙未举人，乙巳进士。
咸丰四年，任湖北麻城县知县、竹山县知县。

## 家族
- 曾祖多隆武；
- 祖巴彦，正白旗满洲佐领；
- 父拖恩多布，领催；
- 妻富察氏；
- 子繼禧。[2]